# Cartagena (romance)
Cartagena é um romance de Claudia Amengual, publicado em 2015.
Ambientado em Montevidéu e Cartagena das Índias, trata da crise da meia-idade.
É um homenagem ao escritor colombiano Gabriel García Márquez, que é um personagem do romance.